# Sdružení lázeňských míst České republiky
Sdružení lázeňských míst České republiky (ve zkratce SLM) je nestátní nevládní organizace, jejímiž členy jsou města a obce na území České republiky, na jejichž území se nachází lázeňská zařízení a která mají schválený lázeňský statut. Uskupení je účastníkem jednání se státními institucemi v případech, kdy se agenda těchto jednání věnuje oblasti lázeňství. Úzce při tom spolupracuje se Svazem léčebných lázní České republiky, jehož členy jsou samotné lázeňské instituce. Obě organizace se například společnými silami zdárně zasazovaly proti plánovanému omezování úhrad za léčbu pacientů. Státní instituce nakonec od tohoto omezování ustoupily. V roce 2017 zas Sdružení lázeňských míst provázelo skupinu zástupců řeckých lázeňských měst, kteří přijeli do České republiky načerpat zkušenosti s vedením lázní a jejich rozvojem. Dále je sdružení svým členům nápomocno při tvorbě tak zvaných lázeňských statutů, jež po nich Ministerstvo zdravotnictví České republiky vyžaduje.

## Předsedové sdružení
V čele sdružení stojí předseda, jimiž byli:
- do 13. ledna 2011 – Pavel Malík[4]
- od 13. ledna 2011[4] do 28. března 2014 – Jiří Houdek (Třeboň)[5]
- od 28. března 2014 do 30. ledna 2019 – Petr Kulhánek (Karlovy Vary)
- od 30. ledna 2019 – Jan Kuchař (Františkovy Lázně)[6]